# Adnan Al-Talyani
Adnan Khamis Al-Talyani (arabsky عدنان الطلياني‎; * 4. března 1964 nebo 1. října 1964 nebo 30. října 1964, Šardžá) je bývalý fotbalový útočník a reprezentant Spojených arabských emirátů (SAE). Jeden z nejlepších hráčů SAE, byl vyhlášen nejlepším fotbalistou své země 20. století.

Účastník MS 1990 v Itálii.

## Klubová kariéra
Celou fotbalovou kariéru strávil v klubu Al-Shaab Sharjah. Ačkoli měl lukrativní nabídky z jiných klubů, tehdejší pravidla mu nedovolovala přestoupit (musel mít povolení klubu a ten jej nechtěl uvolnit).

## Reprezentační kariéra
V letech 1984–1997 byl členem A-týmu Spojených arabských emirátů, kde odehrál celkem 161 zápasů a nastřílel 52 branek. Je historicky nejlepším kanonýrem SAE i rekordmanem v počtu odehraných zápasů. Debutoval 10. března 1984 na turnaji Gulf Cup proti Kuvajtu (výhra 2:0).
Zúčastnil se Mistrovství světa 1990 v Itálii, kde reprezentace SAE skončila bez bodu na nepostupovém posledním místě základní skupiny D za Západním Německem, Jugoslávií a Kolumbií.
Hrál např. i na Konfederačním poháru FIFA 1997 v Saúdské Arábii, kde vstřelil gól v utkání proti České republice (porážka 1:6).